# Bernard Purdie
Bernard Lee "Pretty" Purdie (11. juni 1939 i Maryland USA) er en amerikansk trommeslager.
Purdie er nok mest kendt som studiemusiker, bl.a. hos Aretha Franklin og James Brown. Han er en af de mest kopierede groove trommeslagere i Soul og Funk. Han var en stor inspiration for trommeslagere som Jeff Porcaro og Vinnie Colaiuta. Det hævdes endog at han har været studiemusiker på nogle af The Beatles plader, men er ikke bevist.

## Diskografi

### Som leder/medleder
- Soul Drums (Columbia, 1967)
- Purdie Good! (Prestige, 1971) [note: reissued as Legends of Acid Jazz: Bernard Purdie in 1996]
- Stand by Me (Whatcha See Is Whatcha Get) (Mega Records [in the 'Flying Dutchman Series'], 1972) with the Playboys
- Soul Is... Pretty Purdie (Flying Dutchman, 1972; reissued on BGP/Ace in 2014)
- Shaft (Prestige, 1973) recorded 1971 [note: reissued as Legends of Acid Jazz: Bernard Purdie in 1996]
- Lialeh (Original Movie Soundtrack) (Bryan, 1974)
- Delights of the Garden (Celluloid, 1975) med Last Poets
- Purdie as a Picture (Kilmarnock, 1993) med Galt MacDermot's New Pulse Jazz Band
- Bernard Purdie's Jazz Groove Sessions in Tokyo (Lexington/West 47th, 1993)
- Coolin' 'N Groovin' (A Night At 'On-Air') (Lexington/West 47th, 1993)
- After Hours with the 3B's (3B's Music, 1993)
- Soothin' 'N Groovin' With the 3B's (3B's Music, 1994) med Houston Person
- The Hudson River Rats (3B's Music, 1995)
- Fatback! The Jazz Funk Masters Featuring Bernard Purdie (Seven Seas, 1995)
- Kick 'N Jazz (Drum Beat Blocks, 1996)
- Soul to Jazz I (Act, 1996) med WDR Big Band
- Soul to Jazz II (Act, 1997) med WDR Big Band
- In the Pocket (P-Vine, 1997)
- Get It While You Can (3B's Music, 1999) med the Hudson River Rats
- The Masters of Groove Meet Dr. No (Jazzateria, 2001) med Reuben Wilson, Grant Green Jr., Tarus Mateen
- King of the Beat (3B's Music, 2001)
- Purdie Good Cookin'  (3B's Music, 2003) med Purdie's Powerhouse
- The Godfathers of Groove (18th & Vine, 2007) med Reuben Wilson, Grant Green Jr., Jerry Jemmott [note: originally released as The Masters of Groove]
- The Godfathers of Groove 3 (18th & Vine, 2009) med Reuben Wilson, Grant Green Jr., Bill Easley
- Jersey Blue (Running Rogue, 2009) med Gene McCormick, Jack Hoban
- Selling It Like It Is (Cadence Jazz, 2009 [rel. 2013]) med David Haney
- Cool Down (Sugar Road, 2018)

### Som medvirkende sideman
- Herbie Mann – Our Mann Flute (Atlantic, 1966)
- Jack McDuff – A Change Is Gonna Come (Atlantic, 1966)
- Freddie McCoy – Funk Drops (Prestige, 1966)
- Gábor Szabó – Jazz Raga (Impulse!, 1966)
- Benny Golson – Tune In, Turn On (Verve, 1967)
- King Curtis & the Kingpins – Instant Groove (Atco, 1967)
- Tim Rose – Tim Rose (Columbia, 1967)
- Nina Simone – Nina Simone Sings the Blues (RCA Victor, 1967)
- Phil Upchurch – Feeling Blue (Milestone, 1967)
- Nina Simone – Silk & Soul (RCA Victor, 1967)
- Tom Rush – The Circle Game (Elektra, 1968)
- The Soul Finders – Sweet Soul Music (RCA Camden CAS-2170, 1968)
- Wilson Pickett – The Midnight Mover (Atlantic, 1968)
- David "Fathead" Newman – Bigger & Better (Atlantic, 1968)
- David "Fathead" Newman – The Many Facets of David Newman (Atlantic, 1969)
- Freddie McCoy – Listen Here (Prestige, 1968)
- Albert Ayler – New Grass (Impulse!, 1968)
- Shirley Scott – Soul Song (Atlantic, 1968)
- Solomon Burke – King Solomon (Atlantic, 1968)
- Gary McFarland – America the Beautiful: An Account of Its Disappearance (Skye, 1969)
- Jimmy McGriff – Electric Funk (Blue Note, 1969)
- Sonny Phillips – Sure 'Nuff (Prestige, 1969)
- John Lee Hooker – Simply the Truth (BluesWay, 1969)
- Randy Brecker – Score (Solid State, 1969)
- Carla Thomas – Memphis Queen (Stax, 1969)
- Al Kooper – You Never Know Who Your Friends Are (Columbia, 1969)
- Hank Crawford – Mr. Blues Plays Lady Soul (Atlantic, 1969)
- Gary Burton – Good Vibes (Atlantic, 1969)
- Shirley Scott – Shirley Scott & the Soul Saxes (Atlantic, 1969)
- Yusef Lateef – Yusef Lateef's Detroit (Atlantic, 1969)
- Boogaloo Joe Jones – Boogaloo Joe (Prestige, 1969)
- Johnny "Hammond" Smith – Soul Talk (Prestige, 1969)
- Gene Ammons – The Boss Is Back! (Prestige, 1969)
- Gene Ammons – Brother Jug! (Prestige, 1969)
- Rusty Bryant – Night Train Now! (Prestige, 1969)
- Herbie Hancock – Fat Albert Rotunda (Warner Bros., 1969)
- Dizzy Gillespie – Cornucopia (Solid State, 1969)
- Johnny "Hammond" Smith – Black Feeling! (Prestige, 1969)
- Larry Coryell – Coryell (Vanguard, 1969)
- Sonny Phillips – Black on Black! (Prestige, 1970)
- Jimmy McGriff & Junior Parker – The Dudes Doin' Business (Capitol, 1970)
- Johnny "Hammond" Smith – Here It 'Tis (Prestige, 1970)
- Louis Armstrong − Louis Armstrong and His Friends (Flying Dutchman, 1970)
- Boogaloo Joe Jones – Right On Brother (Prestige, 1970)
- Boogaloo Joe Jones – No Way! (Prestige, 1970)
- Robert Palmer's Insect Trust – Hoboken Saturday Night (Atco, 1970)
- Charles Kynard – Afro-Disiac (Prestige, 1970)
- Five Stairsteps – O-o-h Child (Buddah, 1970) - Disputed
- Charles Kynard – Wa-Tu-Wa-Zui (Beautiful People) (Prestige, 1970)
- Houston Person – Houston Express (Prestige, 1970)
- Eddie Palmieri – Harlem River Drive (Roulette, 1971)
- Hank Crawford – It's a Funky Thing to Do (Cotillion, 1971)
- Boogaloo Joe Jones – What It Is (Prestige, 1971)
- Eddie Harris & Les McCann – Second Movement (Atlantic, 1971)
- David "Fathead" Newman – Captain Buckles (Cotillion, 1971)
- Oliver Nelson – Swiss Suite (Flying Dutchman, 1971)
- King Curtis – Live at Fillmore West (Atlantic, 1971)
- Johnny "Hammond" Smith – Wild Horses Rock Steady (Kudu, 1971)
- Larry Coryell – Fairyland (Flying Dutchman, 1971)
- Eddie "Cleanhead" Vinson – You Can't Make Love Alone (Flying Dutchman, 1971)
- Herbie Mann – Push Push (Atlantic, 1971)
- Dizzy Gillespie – The Real Thing (Perception, 1971)
- Gato Barbieri – El Pampero (Flying Dutchman, 1971)
- Gil Scott-Heron – Pieces of a Man (Flying Dutchman, 1971)
- Aretha Franklin - Amazing Grace (Atlantic, 1972)
- Les McCann – Invitation to Openness (Atlantic, 1972)
- Hank Crawford – Help Me Make It Through the Night (Kudu, 1972)
- Aretha Franklin – Young, Gifted and Black (Atlantic, 1972)
- Hubert Laws – Wild Flower (Atlantic, 1972)
- Leon Thomas – Blues and the Soulful Truth (Flying Dutchman, 1972)
- Esther Phillips – Alone Again, Naturally (Kudu, 1972)
- Miles Davis – Get Up with It (Columbia, 1972)
- Donal Leace – Donal Leace (Atlantic, 1972)
- Dakota Staton – Madame Foo-Foo (Groove Merchant, 1972)
- Jerry Lynn Williams – Jerry Williams (Spindizzy, 1972)
- Ronnie Foster – Sweet Revival (Blue Note, 1972)
- Hank Crawford – We Got a Good Thing Going (Kudu, 1972)
- Roberta Flack & Donny Hathaway – Roberta Flack & Donny Hathaway (Atlantic, 1972)
- Esther Phillips – From a Whisper to a Scream (Kudu, 1972)
- Jackie Lomax – Three (Warner Bros., 1972)
- B.B. King – Guess Who (ABC, 1972)
- Buddy Terry – Lean on Him (Mainstream, 1973)
- David "Fathead" Newman – The Weapon (Atlantic, 1973)
- Gato Barbieri – Bolivia (Flying Dutchman, 1973)
- Leon Thomas – Full Circle (Flying Dutchman, 1973)
- Richard "Groove" Holmes – Night Glider (Groove Merchant, 1973)
- Garland Jeffreys – Garland Jeffreys (Atlantic, 1973)
- Lightnin' Rod – Hustlers Convention (Celluloid, 1973)
- Cat Stevens – Foreigner (A&M, 1973)
- Hall & Oates – Abandoned Luncheonette (Atlantic, 1973)
- Bette Midler – Bette Midler (Atlantic, 1973)
- Margie Joseph – Margie Joseph (Atlantic, 1973)
- Jimmy McGriff & Richard "Groove" Holmes – Giants of the Organ Come Together (Groove Merchant, 1973)
- Richard "Groove" Holmes − New Groove (Groove Merchant, 1974)
- Robert Palmer – Sneakin' Sally Through the Alley (Island, 1974)
- Eric Kaz – Cul-De-Sac (Atlantic, 1974)
- Gato Barbieri – Yesterdays (Flying Dutchman, 1974)
- Aretha Franklin – With Everything I Feel in Me (Atlantic, 1974)
- Richie Havens – Mixed Bag II (Verve, 1974)
- Joe Cocker – I Can Stand a Little Rain (A&M, 1974)
- Rusty Bryant – Until It's Time for You to Go (Prestige, 1974)
- Margie Joseph – Sweet Surrender (Atlantic, 1974)
- Aretha Franklin – Let Me in Your Life (Atlantic, 1974)
- Tim Moore – Tim Moore (Mooncrest, 1974)
- Esther Phillips – Performance (Kudu, 1974)
- Arif Mardin – Journey (Atlantic, 1974)
- Roy Ayers Ubiquity – Change Up the Groove (Polydor, 1974)
- Cornell Dupree – Teasin' (Atlantic, 1975)
- Geoff Muldaur – Is Having a Wonderful Time (Reprise, 1975)
- Todd Rundgren – Initiation (Bearsville, 1975)
- Margie Joseph – Margie (Atlantic, 1975)
- Joe Cocker – Jamaica Say You Will (A&M, 1975)
- Roy Ayers Ubiquity - A Tear to a Smile (Polydor, 1975)
- Jorge Dalto – Chevere (United Artists, 1976)
- Hummingbird – We Can't Go On Meeting Like This (A&M, 1976)
- Michael Bolton – Michael Bolotin (RCA, 1975)
- Steely Dan – The Royal Scam (ABC, 1976)
- Steely Dan – Aja (ABC, 1977)
- Hummingbird – Diamond Nights (A&M, 1977)
- Alfred "Pee Wee" Ellis – Home in the Country (Savoy, 1977)
- Joe Cocker – Luxury You Can Afford (Elektra, 1978)
- Kate & Anna McGarrigle – Pronto Monto (Warner Bros., 1978)
- Cheryl Lynn – Cheryl Lynn (Columbia, 1978)
- Felix Pappalardi – Don't Worry, Ma (A&M, 1979)
- Cheryl Lynn – In Love (Columbia, 1979)
- Dizzy Gillespie – Digital at Montreux, 1980 (Pablo, 1980)
- Steely Dan – Gaucho (MCA, 1980)
- Al Johnson – Back for More (Columbia, 1980)
- Aretha Franklin – Aretha (Arista, 1980)
- B.B. King – There Must Be a Better World Somewhere (MCA, 1981)
- Houston Person – Heavy Juice (Muse, 1982)
- Houston Person – Always on My Mind (Muse, 1985)
- Bob Cunningham – Walking Bass (Nilva [Fr], 1985)
- Hank Crawford & Jimmy McGriff – Soul Survivors (Milestone, 1986)
- Hank Crawford – Mr. Chips (Milestone, 1986)
- Jimmy McGriff – The Starting Five (Milestone, 1987)
- Flip Phillips & Scott Hamilton – A Sound Investment (Concord, 1987)
- Jimmy McGriff – Blue to the 'Bone (Milestone, 1988)
- Hank Crawford – Night Beat (Milestone, 1989)
- Jimmy McGriff – You Ought to Think About Me (Headfirst, 1990)
- Hank Crawford – Groove Master (Milestone, 1990)
- Garland Jeffreys – Don't Call Me Buckwheat (BMG, 1991)
- Cissy Houston & Chuck Jackson – I'll Take Care of You (Shanachie, 1992)
- Al Green – Don't Look Back (BMG, 1993)
- Carrie Smith – June Night (Black & Blue, 1993)
- Laura Nyro – Walk the Dog and Light the Light (Columbia, 1993)
- Pucho & His Latin Soul Brothers – Jungle Strut (Lexington/West 47th, 1993; reissued as Pucho's Descarga on ¡Andale! in 2014)
- Carrie Smith – Every Now and Then (Silver Shadow, 1994)
- Jimmy Smith – Damn! (Verve, 1995)
- Al Green – Your Heart's in Good Hands (MCA, 1995)
- Houston Person – The Opening Round (Savant, 1997)
- Hank Crawford & Jimmy McGriff – Road Tested (Milestone, 1997)
- Jimmy McGriff – The Dream Team (Milestone, 1997)
- Hank Crawford – After Dark (Milestone, 1998)
- Jimmy McGriff – Straight Up (Milestone, 1998)
- Hank Crawford & Jimmy McGriff – Crunch Time (Milestone, 1999)
- Leslie West – As Phat as it Gets (Mystic, 1999)
- Jimmy McGriff – McGriff's House Party (Milestone, 2000)
- The Hitman Blues Band - Blooztown (Nerus, 2000]
- Reuben Wilson – Organ Blues (Jazzateria, 2001)
- Oliver Darley – Introducing Oliver Darley (East West, 2001)[1]
- Jimmy McGriff – McGriff Avenue (Milestone, 2002)
- Elliott Randall – Still Reelin' [EP] (Private Collection Records, 2007)
- Larry Coryell – Earthquake at the Avalon, (Inakustik, 2009)[2]
- Hair – Broadway Cast Recording (Ghostlight/Razor & Tie, 2009)
- Chihiro Yamanaka – Reminiscence (Verve, 2011)
- Mick Taylor – 'East Coast Tour Appearances' (2012)
- Vulfpeck – 'Various Tour Appearances' (2016)
- Eddie Palmieri – Sabiduria (Wisdom) (Ropeadope, 2017)
- George Freeman–Mike Allemana Organ Quartet with special guest: Bernard Purdie – Live at the Green Mill (Ears & Eyes, 2017)
- Gonzalo Aloras – Nuestra Canción (2020)
- Vulfpeck – The Joy of Music, the Job of Real Estate (Vulf, 2020)